# California Junction
California Junction è un census-designated place (CDP) degli Stati Uniti d'America, situato nello stato dell'Iowa, nella contea di Harrison. Secondo il censimento del 2020 gli abitanti di California Junction ammontavano a 74.

## Storia
L'attuale insediamento fu fondato nel 1880, dopo la costruzione della Sioux City and Pacific Railroad; infatti il magnate delle ferrovie John Insley Blair credeva che questo sarebbe stato un importante snodo per i passeggeri diretti a ovest.
Nel 1922 fu aperto un pozzo petrolifero nei pressi della città; non fu estratto petrolio dal sito, ma il pozzo tappato perde acqua ancora oggi.